# 통일의 메아리 방송
통일의 메아리 방송은 2012년 12월 1일 개국한 조선민주주의인민공화국의 대남 라디오 방송이다. 우리민족끼리는 통일의 메아리 방송을 개국하며 무소속 민간방송으로 민족의 단합과 통일에 대한 염원을 전하는 방송이 될 것이라고 소개했다. 하지만 우리민족끼리가 조국평화통일위원회 산하 조선륙일오편집사에서 관리되는 사이트인 이상, 조선민주주의인민공화국의 대남 심리전 방송이 재개된 것이라 볼 수 있다. 송출시설은 휴전선 인근의 개성 원산 웅진 등지에 위치해 있다. 통일의 메아리 방송은 하루 2시간씩 세 차례 방송한다. 아침에는 본 방송을 진행하며, 낮과 저녁에는 아침 방송을 재방송한다. 또한, 통일의 메아리 공식 웹사이트에서 방송된 프로그램의 녹음본을 제공하며, 팟캐스트 서비스를 운영하고 있다.
하지만 2024년 1월 12일부터 송출을 중단하였다.

## 방송정보

### 방송 시간대
- 아침: 오전 7시 ~ 오전 9시
- 낮: 오후 1시 ~ 오후 3시
- 저녁: 오후 9시 ~ 오후 11시